# Johannes Lupfdich
Johannes Lupfdich (* um 1463 in Blaubeuren; † 1518 vermutlich in Tübingen), utriusque iuris doctor (Doktor beider Rechte), gehörte 1495 bis 1515 zu den Rechtsprofessoren der Universität Tübingen und war ein überregional bekannter Rat und Advokat im Dienste von mehreren Fürsten, Angehörigen des niederen Adels, kirchlicher Amtsträger und zahlreicher Städte. 

## Leben
Johannes Lupfdich begann sein Universitätsstudium möglicherweise als 12-Jähriger im Wintersemester 1475/1476 an der Artistenfakultät Heidelberg, wechselte 1477 als Bakkalar an die neu eröffnete Artistenfakultät in Tübingen und wandte sich nach seiner Promotion zum Magister am 26. Januar 1479 in Tübingen dem Rechtsstudium zu. Zugleich blieb er einer der herausragenden Lehrer an der Tübinger Artistenfakultät. Noch ohne den erst kurze Zeit später erworbenen Titel eines Doktors im kirchlichen und weltlichen Recht (utriusque iuris doctor) ernannte ihn Herzog Eberhard I. im Bart von Württemberg am 18. Oktober 1495 als Lizenziat in diesen Rechten zum Rechtsprofessor auf Lebenszeit an der Universität Tübingen. Als Rechtslehrer war er sehr beliebt, denn der spätere Wittenberger Rechtsprofessor Hieronymus Schürpff lobte nach dem Zeugnis Philipp Melanchthons die klare Vortragsweise Lupfdichs.
Bereits 1489 und 1493 war Lupfdich Assessor am württembergischen Hofgericht in Stuttgart und vertrat außerdem 1493 als Advokat den Löwlerbund, einen der angesehensten Ritterbünde in Deutschland, bei dessen Auseinandersetzungen mit Herzog Albrecht IV. von Bayern-München. In das ausgehende 15. Jahrhundert fiel auch seine Heirat mit einer vermögenden Tübinger Bürgerstochter, Ursula Lutzin, geborene Bächt.
Neben dem mit seiner Professur verbundenen württembergischen Regierungsdienst vertrat Lupfdich auch Rechtsinteressen bedeutender außerwürttembergischer Territorialherren, in dieser Häufung singulär für einen Tübinger Rechtsprofessor dieser Zeit. Von besonderer Bedeutung ist die Wahrnehmung rechtlicher Interessen des hessischen Landgrafen Wilhelm II. seit 31. März 1503 als Rat bis zu dessen Tod und in der Folgezeit bis 1514 des Regentschaftsrats der hessischen Stände, dazu spätestens seit 14. August 1504 nach dem Frontwechsel Herzog Albrechts IV. von Bayern-München zum Schwäbischen Bund dessen Interessen als Rat bis 1508, spätestens seit 1512 auch die des nachfolgenden bayerischen Herzogs Wilhelm IV. Im September 1506 vertrat er als Anwalt den Markgrafen Friedrich d. Ä. von Brandenburg-Ansbach-Kulmbach in einem Rechtsstreit mit der Reichsstadt Nürnberg, außerdem 1515 die sächsischen Herzöge in deren Vormundschaftsstreit mit der Witwe Anna des 1509 verstorbenen hessischen Landgrafen Wilhelm II. 
Als Parteianwalt war Lupfdich in alle wichtigen Prozesse am Gericht des Schwäbischen Bundes involviert. Auf Reichstagen vertrat er mehrere Truchsessen von Waldburg und 1512 einige Bodenseestädte, unter ihnen Überlingen und Ravensburg, bei Verhandlungen mit dem Kaiser wegen der in diesem Jahr anstehenden Verlängerung des Schwäbischen Bundes. Sein hohes Ansehen dokumentiert der Auftrag der bayerischen Herzöge Wilhelm IV. und Ludwig X., in deren Anwesenheit den 1516 in Ingolstadt tagenden Vertretern der Landschaft den Dank für ihr Erscheinen auszusprechen.
Lupfdich gehörte auch zu den engsten Rechtsberatern des zu dieser Zeit amtierenden Abtes des Klosters Weingarten, Hartmann von Burgau, den er bei der Abwehr der ständigen Eingriffe des Landvogts zu Schwaben Jakob von Landau in die Rechte des Klosters mit seinen Gutachten unterstützte. Ausdruck des engen Verhältnisses Lupfdichs zu Abt Hartmann ist ebenfalls, dass er seine Fachbibliothek 1518 dem Kloster Weingarten vermachte. Teile dieser Bibliothek befinden sich heute im Bestand der Württembergischen Landesbibliothek in Stuttgart.
Am 16. Februar 1515 vereinbarte Lupfdich mit der Tübinger Universität eine Kürzung des Jahresgehalts, wenn er krankheitshalber seine Vorlesung nicht halten könne. Am 2. November 1515 wurde der als Humanist bekannte Lizenziat und spätere Doktor beider Rechte Georg Simler vertretungsweise mit Lupfdichs außerordentlicher Vorlesung im weltlichen (kaiserlichen) Recht beauftragt. Im März 1518 starb Lupfdich und wurde im Kloster Bebenhausen bei Tübingen bestattet. Die Grabschrift seines nicht mehr erhaltenen Grabmals nannte ihn einen überaus beredten Doktor beider Rechte und eine Leuchte von ganz Deutschland bei vielen Fürsten.